# アドニス (詩人)
アドニス（Adonis, Adunis; アラビア語: أدونيس, アラビア語での実際の発音：ʾadōnīs, アドーニース）はシリアの詩人・エッセイスト。1930年1月1日生まれ。本名はアリー・アフマド・サイード・エスベル（英字表記：Ali Ahmad Said Esber、アラビア語: علي أحمد سعيد إسبر, 文語転写・発音：ʿAlī Ahmad Saʿīd Isbir(アリー・アフマド・サイード・イスビル)、口語転写・発音・ʿAlī Ahmad Saʿīd Esber(アリー・アフマド・サイード・エスベル)）だが、アドニスの筆名でレバノンやフランスで活動してきた。母語であるアラビア語による著書は20冊以上にのぼる。

## 生涯
アドニスはシリア北部のラタキア県アル＝カッサービーン（Al Qassabin）で、アラウィー派の家族に生まれた。幼い頃から畑で働いたが、父親は普段から詩を彼に覚えさせており、その影響で自ら詩を作るようになった。1947年、シュクリー・アル＝クーワトリー大統領の前で詩を朗読する機会を得たことがきっかけで奨学金を多数受け取るようになった。最初はラタキアの学校に入り、タルトゥースのリセ・フランセを経て、1954年にダマスカス大学哲学科を卒業。
アドニスという筆名について、アントゥーン・サアーデ（Antun Saadeh, 中東一帯に統一シリア国家を築こうという大シリア主義を提唱する、世俗主義で過激な民族統一主義傾向を持つ政党・シリア社会国民党 Syrian Social Nationalist Party の党首）から貰ったという説もあるが正しくない。この筆名は、多数の雑誌に本名で投稿して拒絶された後、フェニキア人の神の名を基に考案したものである。
1955年、シリア社会国民党が弾圧されると、アドニスもその党員だったとされて6ヶ月間投獄された。1956年に釈放された後、文芸評論家のハーリダ・サイード（旧姓：サーレフ）と結婚し、隣国レバノンのベイルートに移住。1957年には同じくシリア出身の詩人ユースフ・アル＝ハール（Yusuf al-Khal）とともに「Shi'r」（詩）という雑誌を発行した。この時期、彼は汎アラブ主義に転向してシリア民族主義を放棄し、同時に政治的な内容もあまり書かないようになった。
アドニスは1960年から翌年までフランスに留学する奨学金を得て、帰国後はレバノンの大学でアラビア語文学の教授となった。1976年にはダマスカス大学の客員教授となっている。1980年、激化するレバノン内戦を避けてフランスに亡命し、1980年から1981年までパリのソルボンヌ大学でアラビア語を教えた。

## 文学者としての経歴

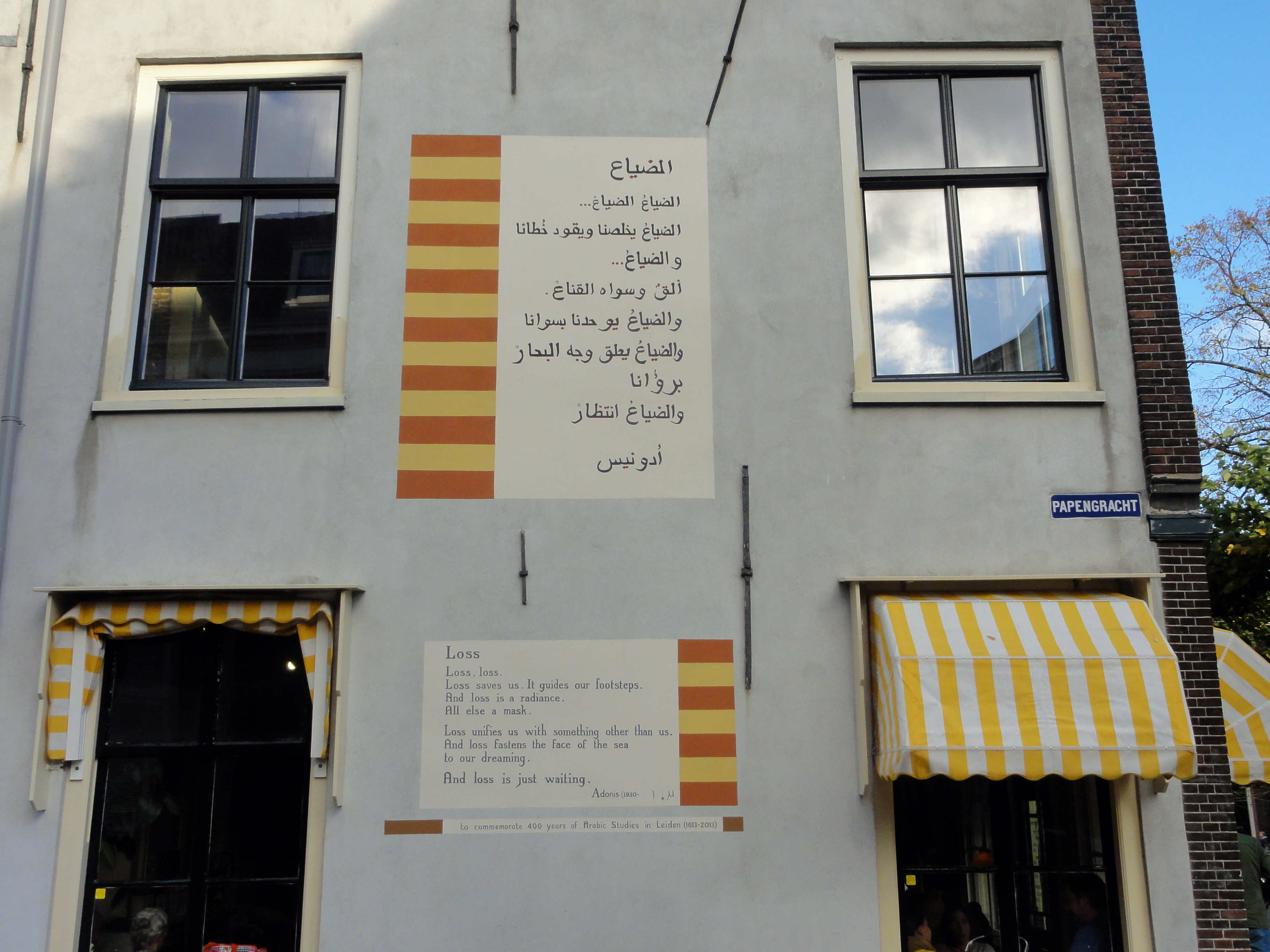
アドニスの詩が書かれた建物

アドニスは近代アラビア語詩文の先駆者の一人である。しばしば反抗者、あるいは自らの信じるルールに従う偶像破壊者ともされる。アドニスは自著でこう書く。「アラビア語詩文はこの支配的な批評観が示唆するような一枚岩ではなく、多元的で、時として自己矛盾をも含むものである」。アドニスの仕事は、1970年代にはベイルートで共に雑誌「Mawakif」を編集したこともあるアラブ人批評家のカマール・アブー・ディーブ（Kamal Abu Deeb）により注目されてきた。
1995年にはフランスの文学賞である地中海賞外国人部門（Prix Méditerranée Étranger）を受賞。1997年にはストルガ詩の夕べで金冠賞を受賞。2007年にはノルウェー文学・表現の自由アカデミーが授与するビョルンソン賞（Bjørnson Prize）を受けている。
またノーベル文学賞の候補として何度も取りざたされてきた。

## 作品

### 詩
- 1954年 - La Terre a dit
- 1957年 - Premiers poèmes
- 1958年 - Feuilles dans le vent
- 1961年 - Chants de Mihyar le Damascène
- 1961年 - Mémoire du vent (Poèmes 1957-1990)
- 1971年 - Tombeau pour New York
- 1975年 - Singulier
- 1980年 - Les résonances, les origines
- 1982年 - Le livre des migrations, préface de Salah Stétié, éditions Luneau-Ascot
- 1983年 - Ismaël
- 1985年 - Kitab al-Hisar (Le Livre du siège)
- 1988年 - Célébrations
- 1990年 - Le Temps des villes
- 2009年 - La forêt de l'amour en nous

### エッセイ
- 1964年 - Le Diwan de la poésie arabe (3 volumes), essais critiques
- 1968年 - Le théâtre et les miroirs
- 1972年 - Le temps de la poésie
- 1975年 - Le fixe et le mouvant (3 volumes), thèse d'État
- 1980年 - Préface pour les fins de siècles
- 1985年 - Politique de la pensée
- 1993年 - La Prière et l'Épée : essai sur la culture arabe
- 2007年 - Le livre (al-Kitâb) (Paris, Éditions du Seuil, coll. "Réflexion")
- 2009年 - Le regard d'Orphée, entretien, avec Houria Abdelouahed (Fayard, coll. "Témoignages pour l'Histoire")

#### 日本語訳
- 「現代アラブ文学選」（創樹社 1974年）
- 「アジア・アフリカ詩集」（土曜美術社 1998年）
- 「暴力とイスラーム」（エディション・エフ 2017年）